# (57471) Mariemarsina
(57471) Mariemarsina est un astéroïde de la ceinture principale.

## Description
(57471) Mariemarsina est un astéroïde de la ceinture principale. Il fut découvert le 22 septembre 2001 à Eskridge par Gary Hug. Il présente une orbite caractérisée par un demi-grand axe de 3,09 UA, une excentricité de 0,16 et une inclinaison de 6,3° par rapport à l'écliptique.

## Compléments